# Mimistaka unispina
Mimistaka unispina är en stekelart som först beskrevs av John M. Heraty 2002.  Mimistaka unispina ingår i släktet Mimistaka och familjen Eucharitidae. Inga underarter finns listade i Catalogue of Life.